# Кейпс, Ли
Ли Кейпс (в замужестве — Ноббс; англ. Lee Capes; род. 3 октября 1961) — австралийская хоккеистка на траве, полевой игрок. Олимпийская чемпионка 1988 года, серебряный призёр чемпионата мира 1990 года.

## Биография
Ли Кейпс родилась 3 октября 1961 года.
В 1986 году в составе женской сборной Австралии по хоккею на траве участвовала в чемпионате мира в Амстелвене, где австралийки заняли 6-е место. Забила 1 мяч.
В 1988 году вошла в состав женской сборной Австралии по хоккею на траве на летних Олимпийских играх в Сеуле и завоевала золотую медаль. Играла в поле, провела 5 матчей, забила 1 мяч в финале против сборной Южной Кореи (2:0).
В 1990 году завоевала серебряную медаль на чемпионате мира в Сиднее.
Трижды выигрывала медали Трофея чемпионов: серебряные в 1987 году в Амстелвене и в 1989 году во Франкфурте-на-Майне, золотую в 1991 году в Берлине.
12 июня 1989 года была награждена медалью ордена Австралии.

## Семья
Происходит из хоккейной семьи: мать Мишель Джун Кейпс и тётя Ширли Тонкин играли за команду Западной Австралии и сборную Австралии.
Младшая сестра — Мишель Хагер (до замужества — Кейпс; род. 1966), австралийская хоккеистка на траве. Олимпийская чемпионка 1988 года, участница летних Олимпийских игр 1992 года.
Дочь — Кейтлин Ноббс (род. 1997), австралийская хоккеистка на траве. Участница летних Олимпийских игр 2020 года.
Муж сестры — Марк Хагер (род. 1964), австралийский хоккеист на траве и тренер. Бронзовый призёр летних Олимпийских игр 1996 года, участник летних Олимпийских игр 1988 года. Бронзовый призёр летних Олимпийских игр 2020 года как главный тренер женской сборной Великобритании.